# Christian Gotthilf Immanuel Oehme

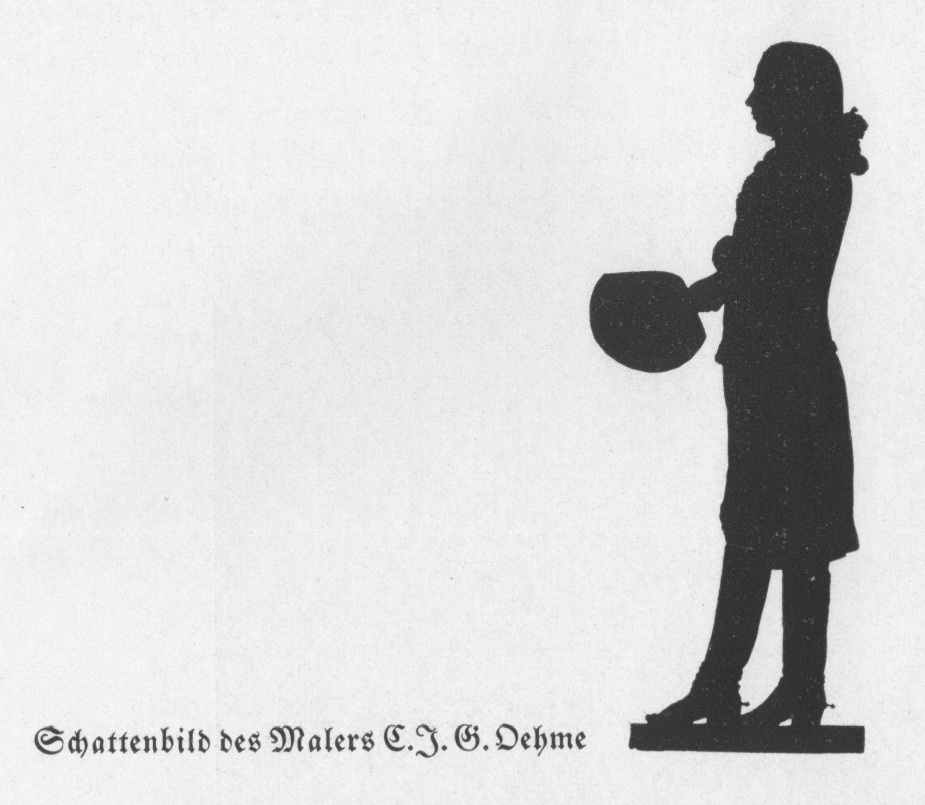
Christian Gotthilf Immanuel Oehme (zeitgenössischer Scherenschnitt)

Christian Gotthilf Immanuel Oehme (* 15. Januar 1759 in Naumburg (Saale); † 24. März 1832 in Jena) war ein deutscher Maler und akademischer Zeichenlehrer.

## Leben
Christian Gotthilf Immanuel Oehme wirkte ab 1785 als Lehrer für die  bildenden Künste an der Universität Jena, ab 1813 eingeschränkt auf das Zeichnen. Von seiner Hand sind mehrere Professorenbildnisse sowie Landschaftsansichten aus Jena und Umgebung überliefert. Zu seinen Schülern zählten Jakob Roux und Ludwig Hess.
An Oehme erinnert eine Jenaer Gedenktafel am Haus Löbdergraben 15a.

## Werke

### Professorenporträts in der Universität Jena
- Johann Christoph Döderlein
- Georg Gottlieb Güldenapfel

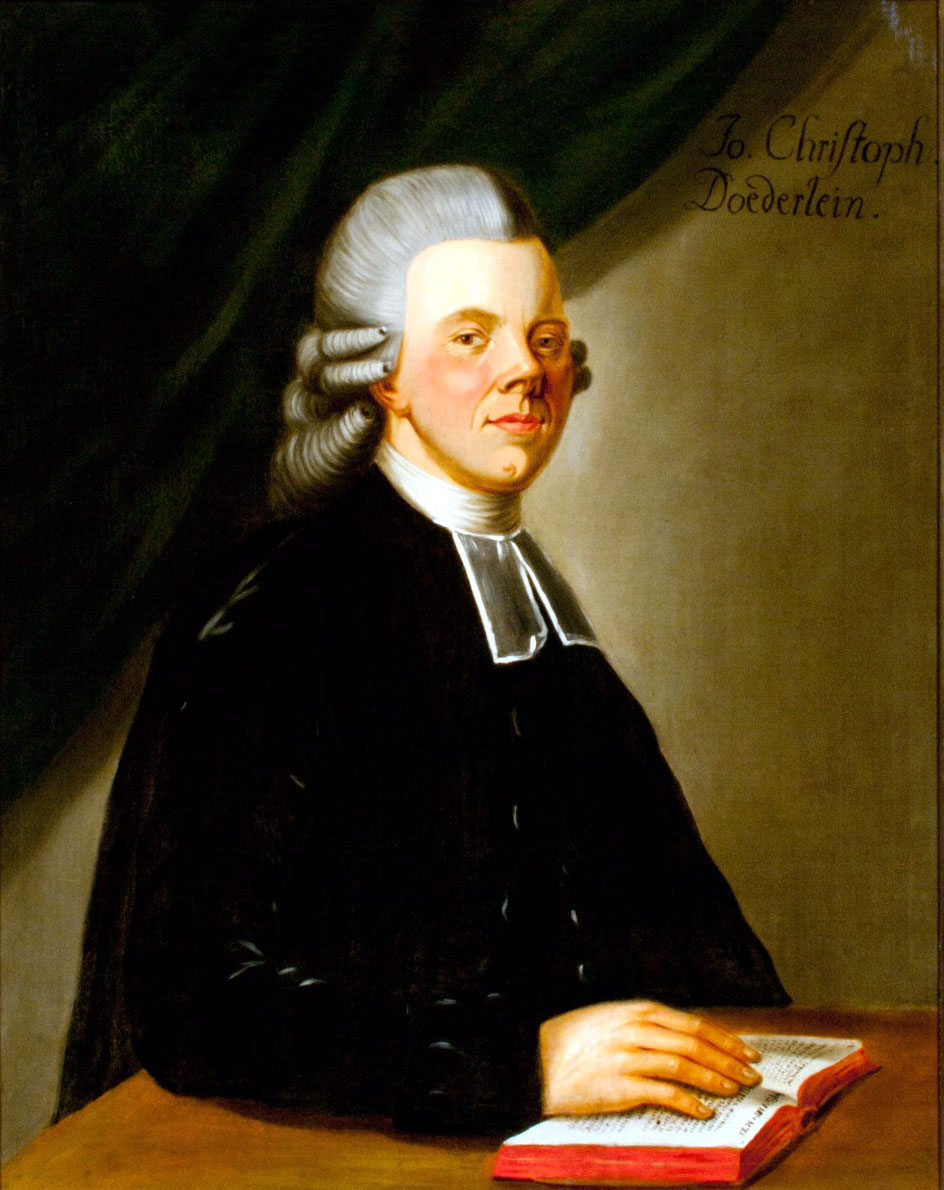
Johann Christoph Döderlein (um 1795)

- Justus Christian Ludwig von Schellwitz
- Johann Heinrich Christoph Schenke
- Johann Christian Stark der Ältere
- Christian Ernst Friedrich Weller